# Joseph Fofé
Joseph Fofé (Dschang, décembre 1936 - Neuilly-sur-Seine, 1er octobre 2010) est un homme politique, ambassadeur et chirurgien-dentiste camerounais.

## Biographie

### Enfance, éducation et débuts
Joseph Fofé est né en 1936 à Dschang.
Après des études secondaires au Lycée Général-Leclerc à Yaoundé puis à l'École nationale professionnelle Livet à Nantes puis des études supérieures à l'université de Nantes, il devient l'un des premiers chirurgiens-dentistes du Cameroun.

### Carrière
Il a fréquenté Paul Biya lorsqu'il était fonctionnaire à Yaoundé; faisant du vélo ensemble dans la ville.
Il sera ministre du Travail et de la Prévoyance sociale le 4 février 1984  avant d'être nommé ministre chargé des sports du 21 novembre 1986 au 7 décembre 1990 puis ambassadeur du Cameroun en République centrafricaine de juin 2008 à sa mort.

### Mort
Il meurt d'un cancer dans la nuit du 1er au 2 octobre 2010  à Neuilly-sur-Seine,.